# Фальшивомонетники (фільм, 2007)

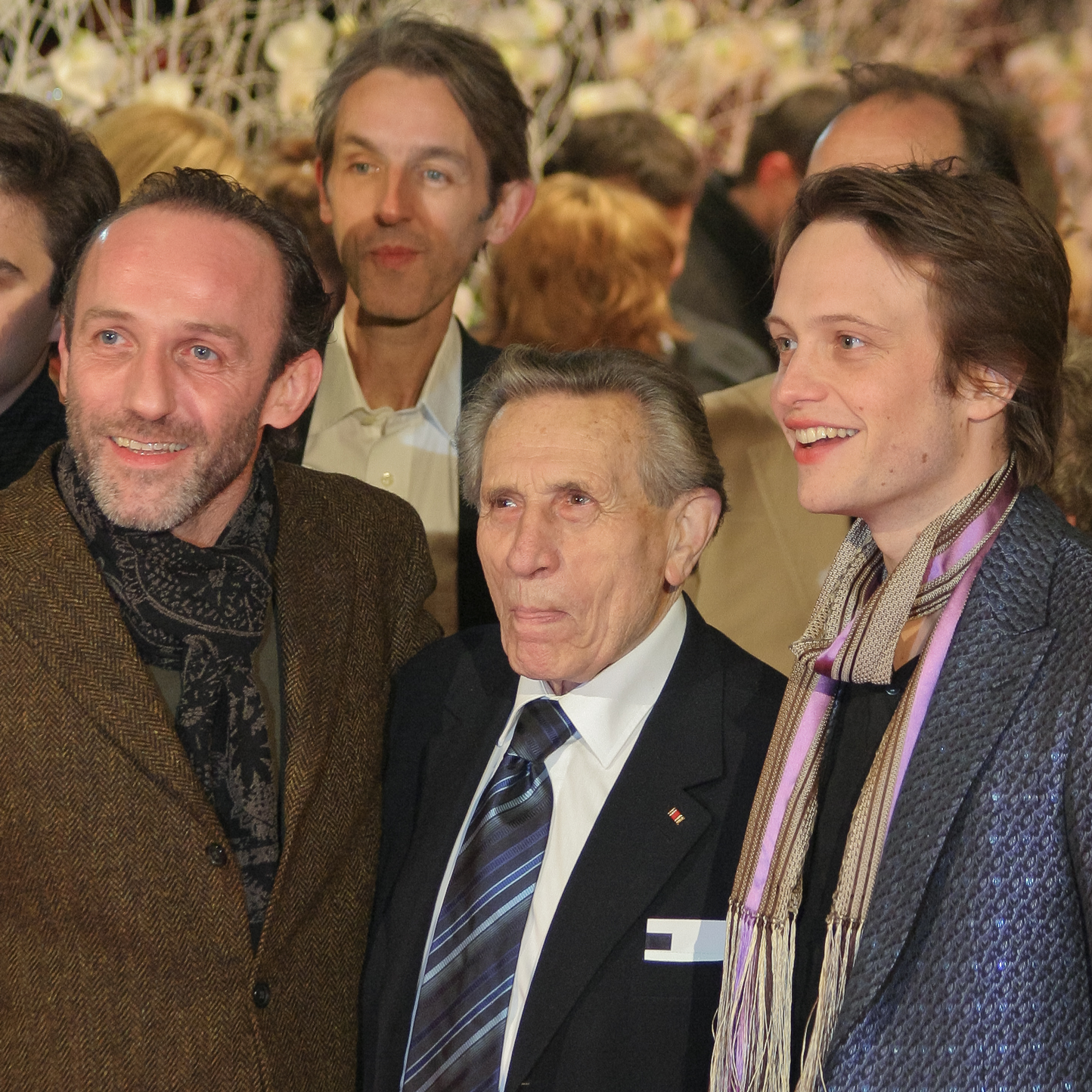
Карл Марковіц, Адольф Бургер і Август Дигль на Берлінале 2007

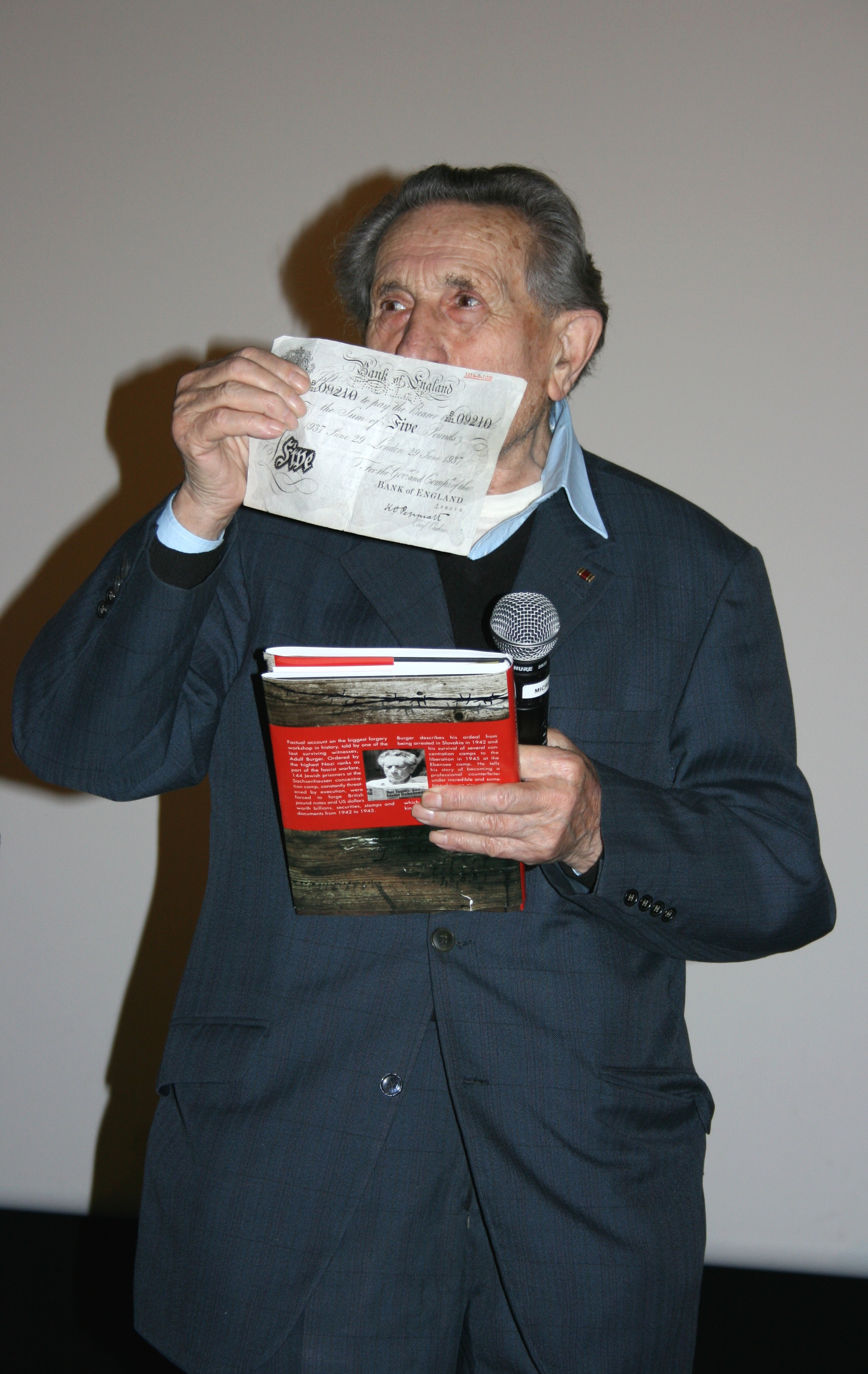
Адольф Бургер перед прем'єрою фільму

«Фальшивомонетники» (нім. Die Fälscher) — фільм 2007 року австрійського режисера Стефана Рузовицького, який отримав нагороду «Оскар» у номінації «Кращий фільм іноземною мовою». Фільм знятий за мотивами книги Адольфа Бургера «Майстерня диявола» (нім. «Des Teufels Werkstatt. Die Geldfälscherwerkstatt im KZ Sachsenhausen. Zum Fälschen gezwungen.»), що оповідає про таємну німецьку операцію «Бернгард» — масове виготовлення фальшивих банкнот (фунтів стерлінгів і доларів США), яка здійснювалась під час Другої світової війни. Прототипом Соломона Соровича послужив фальшивомонетник Соломон Смолянов.

## Ролі виконують
- Карл Марковіц — Соломон Сорович
- Август Дигль — Адольф Бургер
- Девід Штрезов[de] — Фрідріх Герцог
- Август Цірнер[de] — доктор Клінгер

## Нагороди
- 2007 Німецька кінопремія:
  - за найкращу чоловіча роль другого плану[de] — Девід Штрезов[de]
- 2007 Премія Національної ради кінокритиків США:
  - найкращі п'ять іноземних фільмів (National Board of Review: Top Five Foreign-Language Films)
- 2007 Нагорода Гентського міжнародного кінофестивалю (Бельгія):
  - гран-прі за найкращий фільм
- 2007 Нагорода Міжнародного кінофестивалю у Вальядоліді (Іспанія):
  - найкращому акторові — Карл Марковіц
- 2008 Премія «Оскар» Академії кінематографічних мистецтв і наук (США):
  - за найкращий фільм іноземною мовою
- 2008 Телепремія Ромі[de]: 
  - улюбленому акторові[de] (Beliebtester Schauspieler) — Карл Марковіц